# Marcin Martínez Pascual
Marcin Martinez Pascual, (hiszp.) Martín Martinez Pascual (ur. 11 listopada 1910 w Valdealgorfie, zm. 18 sierpnia 1936 w Alcañiz) – błogosławiony prezbiter, ofiara prześladowań antykatolickich okresu hiszpańskiej wojny domowej, zamordowany z nienawiści do wiary (łac) odium fidei i uznany przez Kościół katolicki za męczennika, członek Bractwa Kapłanów Robotników od Serca Jezusa.

## Życiorys
Do seminarium duchownego w Saragossie wstąpił w 1929 r. i tam, jeszcze w czasie studiów, został przyjęty do założonego przez późniejszego błogosławionego Emanuela Domingo y Sol kapłańskiego Stowarzyszenia Robotników Diecezjalnych. Ukończywszy studia teologiczne w Tortosie 15 czerwca 1935 r. otrzymał sakrament święceń kapłańskich. Realizował swój apostolat w pracy na rzecz aktywizowania środowisk robotniczych do powołań kapłańskich i formacji seminaryjnej pełniąc obowiązki prefekta i wykładowcy Kolegium powołań i seminarium w Murcji. Latem 1936 r. odprawiał w Tortosie rekolekcje po zakończeniu których udał się do Valdealgorfy. W wyniku wybuchu eskalacji prześladowań katolików, po wybuchu hiszpańskiej wojny domowej, został w trakcie podróży ujęty, uwięziony i zamordowany.
1 października 1995 roku papież Jan Paweł II, w czasie mszy świętej na Placu Świętego Piotra w Watykanie dokonał beatyfikacji grupy 45 męczenników wojny domowej w Hiszpanii w której znalazł się Marcin Martínez Pascual wraz z ośmioma towarzyszami, członkami Bractwa Kapłanów Robotników od Serca Jezusa.
Szczególnym miejscem kultu Marcina Martíneza Pascuala jest Diecezja Tortosa, zaś miejscem pochówku jest kościół pod wezwaniem „de Reparación” w Tortosie, a atrybutem męczennika jest palma.
W Kościele katolickim wspominany jest w dies natalis (18 sierpnia).